# Elsah (Illinois)
Elsah – wieś w Stanach Zjednoczonych, w stanie Illinois, w hrabstwie Jersey.